# 雪山坊

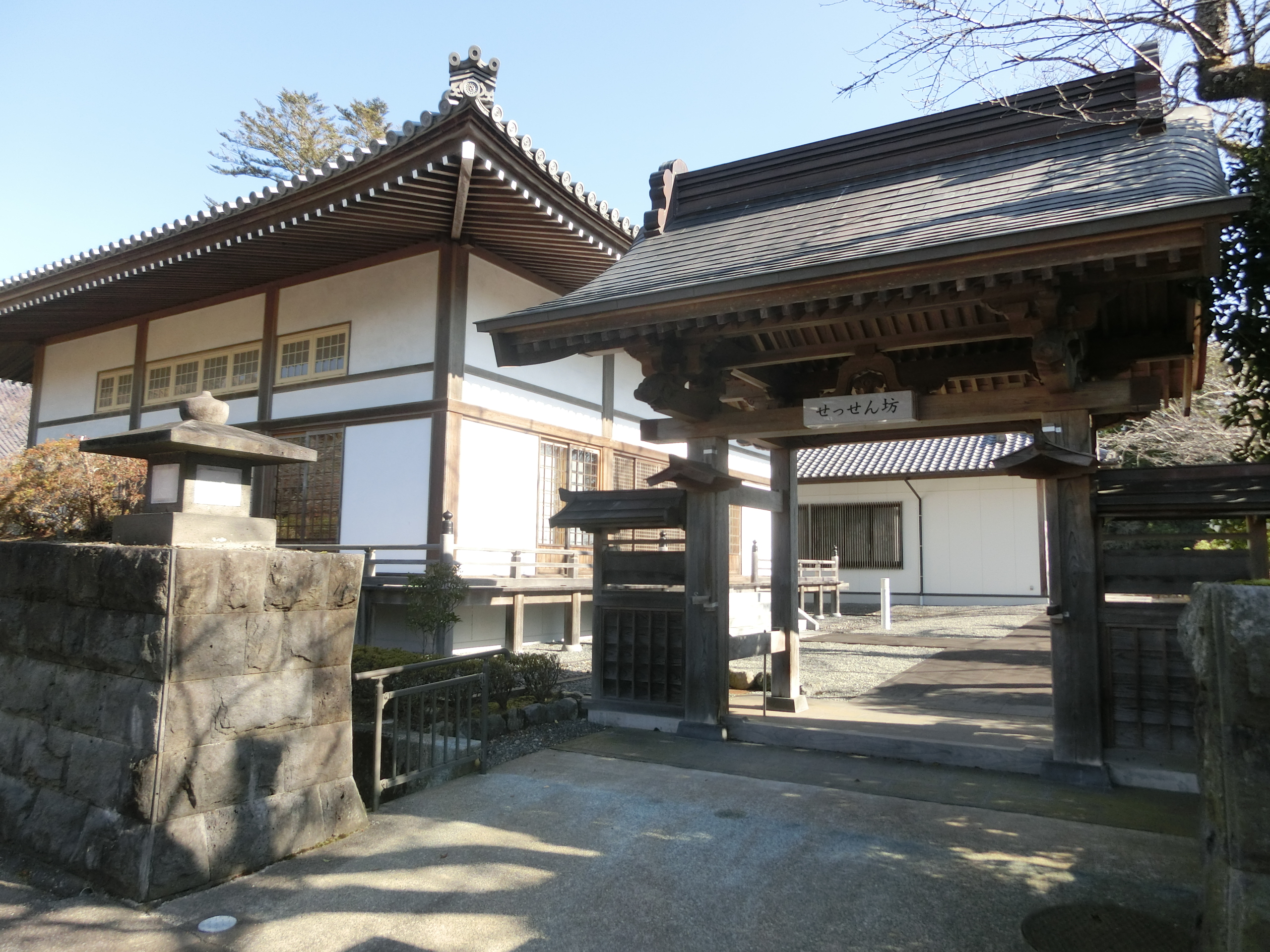
雪山坊

雪山坊（せっせんぼう）は、日蓮正宗総本山大石寺の塔中坊の一つ。

## 歴史
- 1926年（大正15年） - 第59世法主日亨の発願、開基として建立される。
- 1927年（昭和2年） - 第59世法主日亨が住まわれる。
- 1955年（昭和30年）3月6日 - 改築される。
- 1964年（昭和39年）3月29日 - 改築される。
- 2008年（平成20年）12月6日 - 立正安国論正義顕揚750年記念局総本山総合整備事業の一環として改築される。

## 寺院の特徴
- かつては創価学会第3代会長池田大作が主に使用していた宿坊だった。正面右上に電光時計があった。
- 鉄筋コンクリート造りの先代から他の塔中坊と同じ木造様式に改築されている（前述）。
- 主に国内外の来賓を迎えるための宿坊である。